# Park Myeong-hoon
Dans ce nom coréen, le nom de famille, Park, précède le nom personnel.
Park Myeong-hoon (en coréen : 박명훈) est un acteur sud-coréen né le 28 mai 1975. Il fait ses débuts au théâtre dans la pièce Class en 1999. Il est surtout connu pour son rôle de Geun-sae dans le film oscarisé Parasite.

## Filmographie

### Cinéma
- 2015 : Alive (en) : Myeong-hoon
- 2016 : Steel Flower : Propriétaire d'un restaurant de fruits de mer
- 2017 : Ash Flower (en) : Myong-ho
- 2019 : Parasite : Oh Geun-sae
- 2020 : Deliver Us From Evil : Shimda[3]
- 2021 : On the Line : Directeur général Chun[4]
- 2021 : Sana-Hee Pure : Won-Bo[5]
- 2022 : The Policeman's Lineage : Cha Dong-cheol[6]
- 2022 : Limit (en) : Jun-yong[7],[8]
- 2022 : The Night Owl[9]

Prochainement
- Bigwang (en) : Wang Byun[10]

### Télévision
- 2019–2020 : Crash Landing on You : Go Myeong-seok
- 2022 : Eve (en) : Kang Si-gyeom[11]

### Web-séries
- 2022 : Money Heist : Korea – Joint Economic Area : Jo Young-min[12],[13]
- 2023 : Bait : Song Young-jin[14]

Prochainement
- 80 Billion Boy[15]

## Distinctions

### Récompenses
- Buil Film Awards 2019 : Meilleur acteur dans un second rôle pour Parasite
- Gold Derby Awards 2020 : Meilleure distribution pour Parasite
- Screen Actors Guild Awards 2020 : Meilleure distribution[16]
- Baeksang Arts Awards 2020 : Meilleur espoir masculin[17]

### Nominations
- Wildflower Film Awards 2017 : Meilleur acteur dans un second rôle pour Ash Flower
- Chunsa Film Art Awards 2019 : Meilleur acteur dans un second rôle pour Parasite
- Blue Dragon Film Awards 2019 : Meilleur acteur dans un second rôle pour Parasite
- Critics' Choice Movie Awards 2020 : Meilleure distribution[18]
- Baeksang Arts Awards 2020 : Meilleur acteur dans un second rôle[19],[20]